# Hippocrepis
Hippocrepis là một chi thuộc họ Fabaceae.

## Từ nguyên
Cái tên "Hippocrepis" xuất phát từ tiếng Hy Lạp có nghĩa là "ngựa" (hippo-) và "giày" (-krepis): nghĩa đen là "móng ngựa"; đây là mô tả về hình dạng các múi quả ở một số loài trong chi.

## Các loài
Các loài đáng chú ý bao gồm:
- Hippocrepis emerus
- Hippocrepis comosa

## Hình ảnh

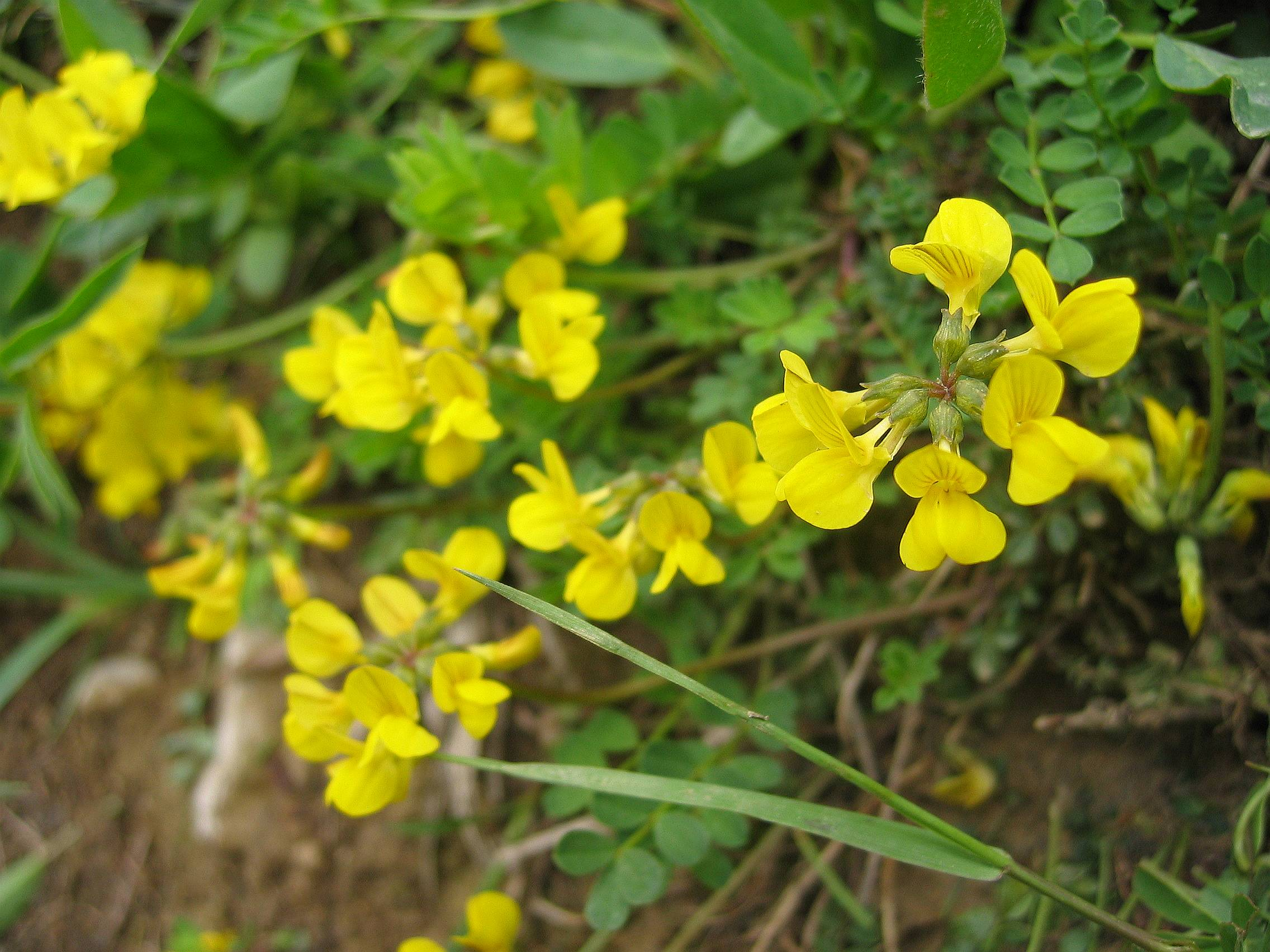
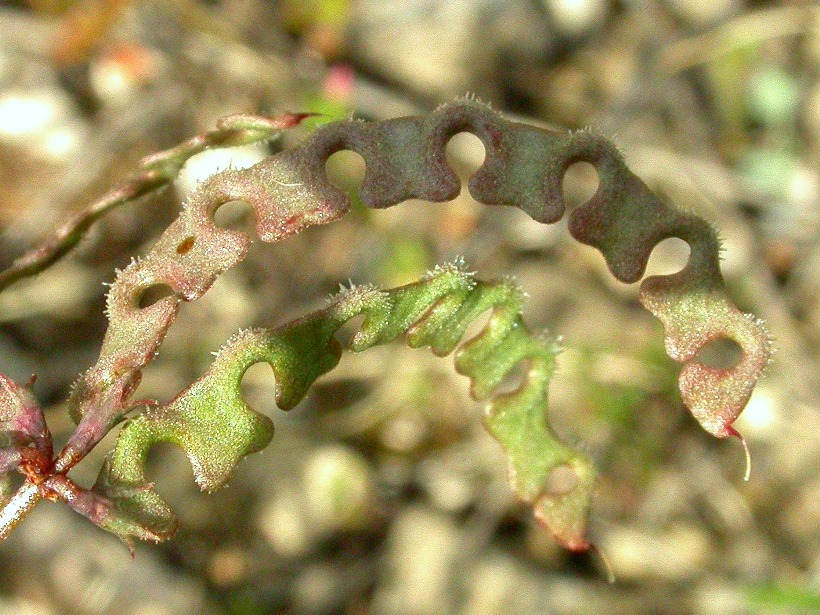
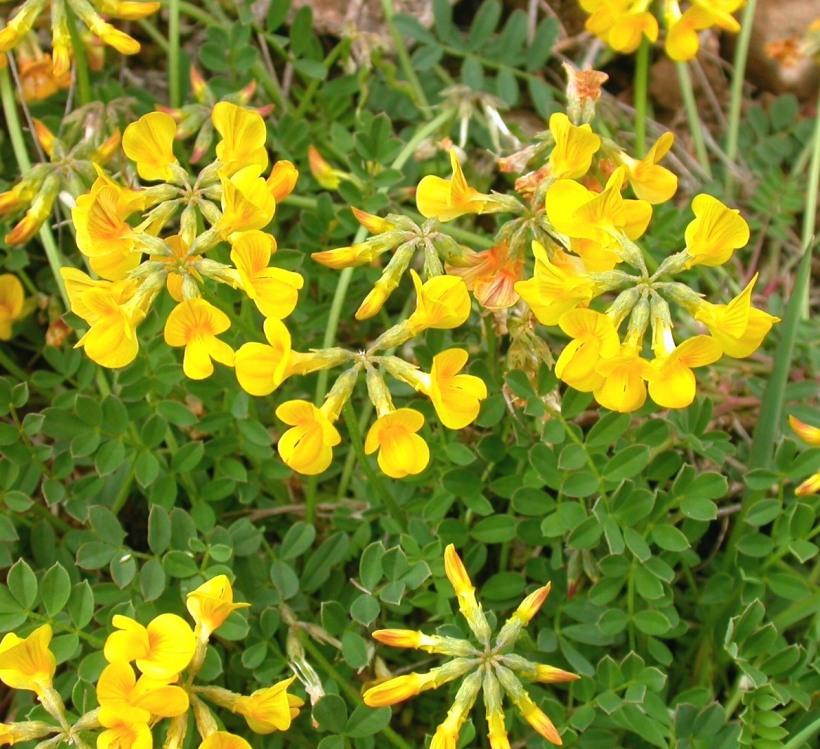
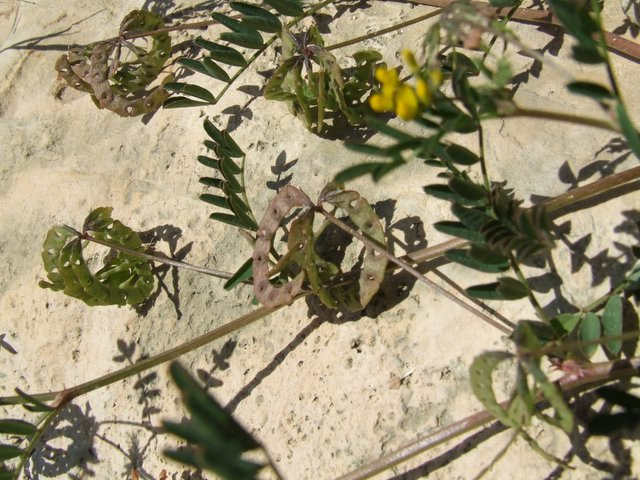

- Tư liệu liên quan tới Hippocrepis tại Wikimedia Commons